# Ramesses IX
Ramesses IX, hay Ramses IX, là vị pharaon thứ 8 của Vương triều thứ 20 của Ai Cập cổ đại thời kì Tân vương quốc (cai trị: 1129-1111 TCN). Ramesses IX là người kế vị Ramesses VIII. Ông là vị vua có thời gian cai trị dài thứ ba của Vương triều thứ 20 sau Ramesses III và Ramesses XI. Xác ướp của ông đã được khai quật ở Thung lũng các vị vua tại Thebes (Ai Cập) năm 1881. Theo cuôn giấy Papyrus Turin 1932 +1939, Ramesses IX đã có được một vương triều 18 năm và 4 tháng và đã mất vào năm thứ 19 dưới vương triều của mình trong tháng đầu tiên của Peret giữa ngày 17 và 27 . Ramesses IX được tin rằng là con trai của Montuherkhopshef, một người con trai của Ramesses III bởi vì người vợ của Montuherkhopshef, một công nương tên là Takhat, mang tước hiệu nổi bật đó là mẹ của đức vua;. không có vị vua nào khác của Vương triều 20 có một người mẹ với tên này. Do đó Ramesses IX là cháu nội của Ramesses III.

## Những kẻ cướp mộ
vương triều của ông được biết đến với phiên tòa xử tội những kẻ đào trộm mộ vào năm 16 và năm 17, được ghi lại trong các cuộn giấy Papyrus Abbott, Leopold II-Amherst Papyrus, Papyrus BM 10.054 và cả mặt bên phải của cả hai cuộn Papyrus BM 10.053 và Papyrus BM 10068. Cũng đã có giả thuyết cho rằng cuộn giấy Papyrus Mayer B không rõ ngày tháng, ghi lại việc đối phó với sự cướp phá của ngôi mộ của Ramesses VI  cũng có thể bắt nguồn từ vương triều của ông, nhưng cho đến nay, đây vẫn là phỏng đoán.
Trong các phiên tòa này, một điều trở nên rõ ràng rằng một số ngôi mộ hoàng gia và quý tộc trong khu nghĩa địa Theban phía Tây đã bị cướp phá, trong đó có một vị vua vương triều thứ 17, Sobekemsaf II. Paser, viên thị trưởng của Đông Thebes hoặc Karnak, đã buộc tội cấp dưới của mình, Paweraa, thị trưởng khu Tây Thebes phải chịu trách nhiệm về sự an toàn của các nghĩa địa hoặc là có tội trong làn sóng cướp bóc hoặc cẩu thả trong nhiệm vụ của mình đối với việc bảo vệ thung lũng các vị vua khỏi các cuộc xâm nhập từ những tên cướp mộ. Paweraa đã giữ vai trò lãnh đạo cuộc điều tra do quan tể tướng ủy nhiệm sau đó, và không đáng ngạc nhiên, nó đã chứng minh Paweraa thoát khỏi bất cứ lời buộc tội nào do sự bất ngờ của các bằng chứng. Paser sau đó đã biến mất bất ngờ ngay sau khi báo cáo được đệ trình. Ramesses IX cuối cùng cũng đã mang đến một biện pháp ổn định cho Ai Cập sau làn sóng của những vụ cướp mộ. Ông cũng chú ý tới Hạ Ai Cập và xây dựng một tượng đài lớn tại Heliopolis.

## Công trình

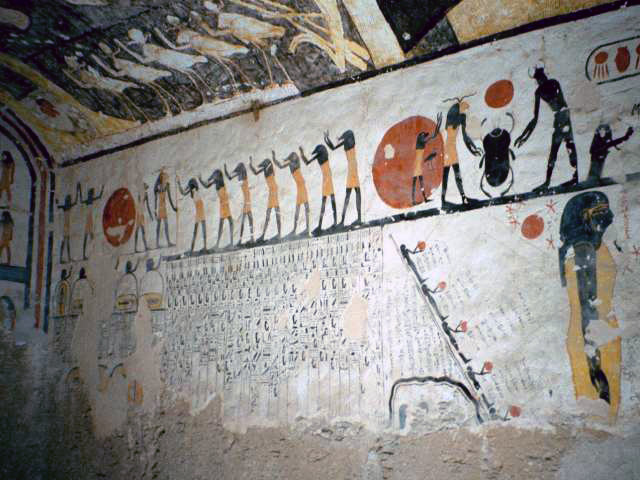
Trang trí bên trong ngôi mộ của Ramesses IX

Vào năm thứ sáu dưới vương triều của ông, ông đã cho chạm khắc tước hiệu của mình tại thị trấn Hạ Nubia ở phía Tây Amara. Hầu hết các công trình xây dựng của ông đều tập trung vào trung tâm ngôi đền mặt trời của Heliopolis ở Hạ Ai Cập, tại đây hầu hết các công trình tượng đài quan trọng nhất thuộc vương triều của ông vẫn còn nằm lại. Tuy nhiên, ông cũng đã cho trang trí các bức tường phía bắc của Bảy Cột Trụ trong Đền thờ Amun-Re tại Karnak. Cuối cùng, tên của ông còn được tìm thấy tại Ốc đảo Dakhla ở phía Tây Ai Cập và Gezer tại Canaan có thể cho thấy một sự ảnh hưởng của Ai Cập còn lại ở châu Á; phần lớn các vùng đất của đế quốc thời Tân Vương quốc ở Canaan và Syria từ lâu đã rơi vào tay của các dân tộc từ biển dưới vương triều của ông. Ông cũng được biết đến vì đã tôn vinh những vị vua tiền nhiệm của ông như Ramesses II, Ramesses III và Ramesses VII.

## Gia đình
Mentuherkhepeshef, con trai của Ramesses IX đã không sống lâu để kế vị cha mình, mặc dù Montuherkhopshef có một trong những ngôi mộ đẹp nhất ở Thung lũng các vị vua (KV19). Ngai vàng đã được kế tục bởi Ramesses X có mối quan hệ với Ramesses IX là không rõ ràng. Ông ta có thể là một người con trai của Ramesses IX, có lẽ với Baketwernel, người vợ sau từ khi Baketwernel được chỉ định là một người vợ của vua, em gái và mẹ vua trong nguồn Ai Cập. Ngôi mộ của Ramesses IX, (KV6), đã được mở từ thời cổ đại, được minh chứng bởi sự hiện diện của những hình vẽ La Mã và Hy Lạp trên các bức tường của ngôi mộ. 

## An táng và tái phát hiện
Năm 1881, xác ướp của Ramesses IX đã được tìm thấy tại một nơi cất giấu bí mật ở Deir el-Bahri (DB320),nằm trong một trong hai quan tài của Neskhons- vợ của Đại tư tế Pinedjem II. Xác ướp của pharaon này rõ ràng đã không được Grafton Elliot Smith khám nghiệm và không được liệt kê trong danh mục 1912 của ông ta về các xác ướp hoàng gia. Khi các xác ướp tháo băng, một dải băng đã giúp xác định danh tính của vị vua là "Ra Khaemwaset" mà dẫn tới một tham chiếu là một trong hai vị vua Ramesses Khaemwaset Meryamun (IX) hoặc Ramesses Khaemwaset Meryamun Neterheqainu (XI). Tuy nhiên, nhờ có một hộp bằng ngà voi của Neferkare Ramesses IX được tìm thấy với dấu triện hoàng gia của ông, và Ramesses XI có lẽ không bao giờ được an táng ở Thebes mà là ở Hạ Ai Cập, "xác ướp [hoàng gia] này có khả năng nhất là của chính Ramesses IX. " Ông ở vào độ tuổi khoảng 50 tuổi khi qua đời và xác ướp của ông đã phải chịu tổn hại nặng với cái mũi bị mất.